# Marcel André
Marcel André (2 de enero de 1885-13 de octubre de 1974) fue un actor teatral y cinematográfico de nacionalidad francesa.

## Biografía
Su nombre completo era Marcel Victor Auguste André Sanson, y nació en París, Francia. Hijo de Joseph André y Marie Blanche Sanson.
Marcel André se inició en el teatro, destacando su trabajo con Firmin Gémier y Maurice de Féraudy en el Teatro Mijáilovski de San Petersburgo antes de 1914. Fue un segundo actor muy apreciado por Jean Cocteau, que contó con él para sus obras teatrales, así como en filmes dirigidos por él como La Belle et la Bête y Les Parents terribles. De su rico palmarés teatral puede destacarse su actuación en las obras Trois garçons et une fille de Roger Ferdinand, Toi que j'ai tant aimé de Henri Jeanson, L'Homme de joie de Paul Géraldy, Miss Mabel de R.C Shériff, Siegfried de Jean Giraudoux, La alondra y Le Voyageur sans bagages de Jean Anouilh. 
Para el cine rodó alrededor de sesenta películas, con papeles que interpretó con sobriedad e incluso una cierta indolencia. Además de las dos películas rodadas con Cocteau, destacan otras dos de su filmografía: Baccara y La Vérité sur Bébé Donge. 
Marcel André falleció en París en 1974. Fue enterrado en el Cementerio de Le Pré-Saint-Gervais. Tuvo un hijo, Michel André, que fue actor y escritor.

## Filmografía
| - 1913 : Le Val d'enfer, de Victorin Jasset - 1913 : Le Cabinet d'affaires, de Victorin Jasset - 1914 : L'Amour passe, de Léon Poirier - 1914 : Le Nid, de Léon Poirier - 1928 : L'Argent, de Marcel L'Herbier - 1929 : Le Procès de Mary Dugan, de Marcel de Sano - 1930 : Si l'empereur savait ça, de Jacques Feyder - 1930 : Le Père célibataire, de Arthur Robison - 1931 : Tumultes, de Robert Siodmak - 1931 : La Chance, de René Guissart - 1931 : Ménages ultra modernes, de Serge de Poligny - 1931 : Octave, de Louis Mercanton - 1932 : L'Amoureuse Aventure, de Wilhelm Thiele - 1932 : Coup de feu à l'aube, de Serge de Poligny - 1932 : Quick, de Robert Siodmak - 1933 : Léopold le bien-aimé, de Arno-Charles Brun - 1933 : L'Agonie des aigles, de Roger Richebé - 1933 : La Margoton du bataillon, de Jacques Darmont - 1933 : Château de rêve, de Geza Von Bolvary y Henri-Georges Clouzot - 1933 : Un peu d'amour, de Hans Steinhoff - 1933 : Une vie perdue, de Raymond Rouleau - 1933 : The First Offence / Bad Blood, de Herbert Mason - 1934 : Les Filles de la concierge, de Jacques Tourneur - 1934 : Cessez le feu, de Jacques de Baroncelli - 1934 : Le Voyage de Monsieur Perrichon, de Jean Tarride - 1934 : La Chanson de l'adieu, de Geza Von Bolvary - 1935 : Retour au paradis, de Serge de Poligny - 1935 : Baccara, de Yves Mirande y Léonide Moguy - 1936 : L'Homme du jour, de Julien Duvivier - 1936 : Le Coupable, de Raymond Bernard - 1936 : Au service du tzar, de Pierre Billon - 1936 : L'Argent, de Pierre Billon - 1937 : Marthe Richard, au service de la France, de Raymond Bernard - 1937 : Gribouille, de Marc Allégret - 1937 : Les Pirates du rail, de Christian-Jaque | - 1938 : Le Joueur, de Gerhard Lamprecht y Louis Daquin - 1938 : Hôtel du Nord, de Marcel Carné - 1938 : Adrienne Lecouvreur, de Marcel L'Herbier - 1938 : Ultimatum, de Robert Wiene - 1939 : De Mayerling à Sarajevo, de Max Ophüls - 1939 : La Nuit de décembre, de Curtis Bernhardt - 1939 : Le Corsaire, de Marc Allégret - 1941 : Nous les jeunes, de Maurice Cloche - 1942 : Ne le criez pas sur les toits, de Jacques Daniel-Norman - 1942 : Promesse à l'inconnue, de André Berthomieu - 1942 : La Vie de bohème, de Marcel L'Herbier - 1942 : Le Médecin des neiges, de Marcel Ichac - 1943 : Vautrin, de Pierre Billon - 1943 : Coup de tête, de René Le Hénaff - 1944 : Cécile est morte, de Maurice Tourneur - 1945 : Un ami viendra ce soir, de Raymond Bernard - 1945 : Seul dans la nuit, de Christian Stengel - 1945 : La Belle et la Bête, de Jean Cocteau - 1946 : Martin Roumagnac, de Georges Lacombe - 1946 : Contre-enquête, de Jean Faurez - 1946 : L'Idiot, de Georges Lampin - 1947 : Éternel conflit, de Georges Lampin - 1948 : Les Parents terribles, de Jean Cocteau - 1949 : Tête blonde, de Maurice Cam - 1951 : La Vérité sur Bébé Donge, de Henri Decoin - 1951 : Nez de cuir, de Yves Allégret - 1951 : Les Mains sales, de Fernand Rivers - 1951 : Un grand patron, de Yves Ciampi - 1951 : Ils étaient cinq, de Jack Pinoteau - 1952 : Horizons sans fin, de Jean Dréville - 1952 : Mon curé chez les riches, de Henri Diamant-Berger - 1952 : Ouvert contre X, de Richard Pottier - 1953 : Thérèse Raquin, de Marcel Carné - 1954 : Les Intrigantes, de Henri Decoin - 1956 : L'Homme aux clés d'or, de Léo Joannon - 1957 : Les Lavandières du Portugal, de Pierre Gaspard-Huit - 1960 : Le Huitième Jour, de Marcel Hanoun |

## Teatro
- 1913 : Las mujeres sabias, de Molière, escenografía de Léon Poirier y Henri Beaulieu, Teatro de los Campos Elíseos
- 1913 : Le Veau d'or, de Lucien Gleize, escenografía de Henri Beaulieu, Teatro de los Campos Elíseos
- 1921 : Le Chemin de Damas, de Pierre Wolff, Teatro du Vaudeville
- 1922 : La Chair humaine, de Henry Bataille, Teatro du Vaudeville
- 1923 : L'Esclave errante, de Henry Kistemaeckers, Teatro de París
- 1924 : La Grande Duchesse et le garçon d'étage, de Alfred Savoir, escenografía de Charlotte Lysès, Teatro de l'Avenue
- 1928 : J'ai tué, de Léopold Marchand, escenografía de René Rocher, Teatro Antoine
- 1928 : Une tant belle fille, de Jacques Deval, Teatro Antoine
- 1929 : L'Homme de joie, de Paul Géraldy y Robert Spitzer, Teatro de la Madeleine
- 1934 : L'Été, de Jacques Natanson, escenografía de Marcel André, Nouvelle Comédie
- 1936 : La Fin du monde, de Sacha Guitry, Teatro de la Madeleine
- 1938 : Victoria Regina, de Laurence Housman, escenografía de André Brulé, Teatro des Célestins
- 1938 : El misántropo, de Molière, escenografía de Sylvain Itkine, Teatro des Ambassadeurs
- 1938 : Les Parents terribles, de Jean Cocteau, escenografía de Alice Cocéa, Teatro des Ambassadeurs
- 1947 : Trois garçons une fille, de Roger Ferdinand, escenografía de Paule Rolle, Théâtre du Gymnase Marie-Bell
- 1949 : Miss Mabel, de R.C. Sherriff, escenografía de Jean Mercure, Teatro Saint-Georges
- 1951 : Vogue la galère, de Marcel Aymé, escenografía de Georges Douking, Teatro de la Madeleine
- 1953 : La alondra, de Jean Anouilh, escenografía del autor y Roland Piétri, Teatro Montparnasse
- 1955 : Ornifle ou le Courant d'air, de Jean Anouilh, escenografía de Jean Anouilh y Roland Piétri, Teatro de los Campos Elíseos
- 1958 : Le Bal du lieutenant Helt, de Gabriel Arout, escenografía de Raymond Gérôme, Teatro des Mathurins
- 1959 : Mon père avait raison, de Sacha Guitry, escenografía de André Roussin, Teatro de la Madeleine
- 1961 : Gorgonio, de Tullio Pinelli, escenografía de Claude Sainval, Teatro de los Campos Elíseos